# بني بو حدون الشماليين (رأس عصفور)
بني بو حدون الشماليين هي إحدى مشيخات المملكة المغربية، تتبع جغرافيا لإقليم جرادة وإداريًا لرأس عصفور. يقدر عدد سكانها بـ 773 نسمة حسب الإحصاء الرسمي للسكان والسكنى لسنة 2004.